# Бестіарій (фільм)
Бестіарій — чеський фільм, знятий у 2006 році режисеркою Іреною Павласковою. Камерою керував багаторазовий  
володар Чеського Лева Ф. А. Брабец, монтажем — багаторазовий володар Чеського Лева Алоїс Фішарек.

## Сюжет
Це історія молодої жінки Кароліни, чиє життя пронизує стосунки з таємничим і невловимим чоловіком Алексом. Це стосунки, сповнені невизначеності та дивних двозначностей, стосунки, які закінчуються. Кароліна вирішує звільнитися від своєї емоційної залежності і навчитися від інших чоловіків, як перестати бути покірними. Він хоче бути тим, хто задає темп, він хоче мінятися ролями. Вона буде поводитись так, що у неї все під контролем, вона буде незалежною, братиме більше, ніж дає. Але незабаром з’ясовується, що це не той шлях, і єдиний спосіб бути незалежним – бути собою і не потрібно нікого «малювати».

## Зовнішні посилання
- Бестіарій [Архівовано 31 травня 2020 у Wayback Machine.] на Sms.cz
- Бестіарій на сайті IMDb (англ.)
- Бестіарій (офіційний веб-сайт фільму)